# Phyllanthus moeroensis
Phyllanthus moeroensis är en emblikaväxtart som beskrevs av De Wild.. Phyllanthus moeroensis ingår i släktet Phyllanthus och familjen emblikaväxter.
Artens utbredningsområde är Kongo-Kinshasa. Inga underarter finns listade i Catalogue of Life.